# تورولد دیکینسون
تورولد بارون دیکینسون (انگلیسی: Thorold Barron Dickinson؛ ‏ ۱۶ نوامبر ۱۹۰۳ – ۱۴ آوریل ۱۹۸۴) کارگردان فیلم، فیلم‌نامه‌نویس، تدوین‌گر و تهیه‌کننده فیلم اهل بریتانیا بود.
از فیلم‌هایی که وی در آن‌ها نقش داشته‌است، می‌توان به نخست‌وزیر، افراد مرموز و خیال مرا از سر بیرون کن اشاره نمود.